# Els Catalans
Els Catalans és un barri marítim que forma part del barri de Lo Faròt de Marsella, a l'inici de la Corniche, avui al 7è districte municipal de Marsella.

## Les antigues infermeries de Saint-Lambert (c.1560-1663)
Durant l'època medieval, aquest territori va pertànyer inicialment al domini de l'Abadia de Sant Víctor dins del qual es van instal·lar gradualment les Antigues Infermeries entre finals del segle XVI i la primera meitat del segle XVII. L'any 1558, la ciutat va comprar un terreny a primera línia de mar en aquesta cala a Lord Gilly, per construir-hi un nou hospital, format per una muralla circumdant i un edifici amb vint habitacions i una capella. Cap a l'any 1570, s'hi van afegir disset sales més al llatzeret per tal de permetre la implantació de quarantenes destinades a protegir la ciutat dels episodis de pesta. Al llarg de principis segle XVII, el control sanitari es va establir al voltant de la Mediterrània occidental. A partir de 1627, la ciutat va reorganitzar el seu control sanitari establint una quarantena obligatòria: els vaixells mercants amb sospita d'epidèmies romanen amarrats a l'arxipèlag del Frieu, les mercaderies es descarreguen primer a l'illa de Pomègues i els passatgers i comerciants són inicialment traslladats a les antigues infermeries de Saint-Lambert. Aquest sistema, tanmateix, va ser insuficient per protegir la ciutat de la pesta de 1630 i l'any següent, el llatzaret de Saint-Lambert va ser ampliat, però el governador Berighen va demanar el seu tancament el 1662 quan l'obra no es va acabar. El 1663, les infermeries de Saint-Lambert van ser cedides al rei per 62,000 lliures i els edificis es van transformar en un hospital per a la marina francesa. A Arenc es va construir un nou llatzaret en substitució del de Saint-Lambert, i va funcionar fins al segle XIX.

## Els Catalans d'ençà de 1720
La toponímia del barri dels Catalans es remunta a l'arribada d'un grup de pescadors catalans a partir de 1720 que van formar un nucli de poble al lloc anomenat Infirmerie. A mesura que l'edifici monumental de les Antigues Infermeries s'anava abandonant, el lloc es va fer quasi exclusivament accessible per mar i una petita comunitat de pescadors catalans es va instal·lar a la cala de Saint-Lambert per a crear un port pesquer molt actiu. Només l'antiga torre de guaita, la torre quadrada del segle XVI que recorda l'aspecte defensiu dels llatzerets, ha sobreviscut i perviu encara avui a la platja dels Catalans.
Amb el temps, el nom es va mantenir per a tot el barri, que correspon a l'antic barri de Saint-Lambert. Són les principals obres urbanístiques de la segona meitat del segle XIX que va permetre integrar aquest territori costaner a l'espai urbà organitzat al voltant del Port Vell. De fet, va ser en aquest moment quan la Corniche es va començar a convertir en un espai de plaer i circulació. També va ser l'època de la construcció de la residència imperial del palau de Faròt, gràcies al gust de l'emperadriu Eugènia per les panoràmiques amb vistes al mar, però també l'època de la construcció del Boulevard de l'Empereur que uneix el Port Vell amb l'Anse des Catalans (avui Boulevard Charles-Livon).

## Pescadors catalans i pescadors de Saint-Jean al segle XVIII
Després de la pesta de 1720, que va afectar greument la comunitat pesquera de Marsella, els pescadors catalans van aprofitar l'oportunitat per establir-se a la cala de Saint-Lambert i desenvolupar-hi les seves tècniques tradicionals de pesca nocturna i de palangre. Ràpidament es van oposar als pescadors de Saint-Jean i es van negar a pagar l'impost, la meitat de la pesca setmanal que va a la prud'homie per cobrir les seves despeses. L'any 1735, els pescadors de Saint-Jean van arribar a Saint-Lambert per cremar les barques i les xarxes dels pescadors catalans, i es van produir nombrosos judicis. El 1761, el "Pacte de Família" signat entre els Borbons de França, d'Espanya, de les Dues Sicílies i de Parma va autoritzar els pescadors catalans a pescar al domini marítim francès i a vendre la totalitat de les seves captures. A Marsella, la comunitat pesquera catalana va creixent i integrant els nouvinguts, els pescadors napolitans i les seves famílies.
L'any 1790 sabem que la comunitat pesquera catalana estava composta aleshores, a més de les de Catalunya i Nàpols, per quasi dues-centes persones nascudes a Marsella, i que la flota comptava aleshores amb 75 vaixells i 400 pescadors.
A la novel·la El comte de Montecristo publicada l'any 1845 per Alexandre Dumas, la promesa d'Edmond Dantès, el personatge de Mercè Herrera, prové d'aquesta cala dels catalans que apareix com un petit poble costaner.